# Белозёрный (Ростовская область)
Белозёрный — посёлок в Сальском районе Ростовской области. Входит в Юловское сельское поселение.

## История
Основан в 1920 году как отделение № 6 конезавода имени Будённого. В 1967 году на базе отделения № 6 конезавода имени Будённого был организован рисосовхоз «Северный» (ныне посёлок «Белозёрный»). 
После 2020 года предприятие получило интернет популярность после выхода роликов о трудовых буднях на Ю-туб канале «Сельский Сварщик Тракторист».  

## География
Посёлок расположен по правой стороне балки Мокрая Кугульта в 23 км к северо-западу от посёлка Юловский.

## Население
| 1976 | 1981 | 1990  | 1998  | 2005  | 2010  | 2011  |
| ---- | ---- | ----- | ----- | ----- | ----- | ----- |
| 550  | ↗980 | ↗1508 | ↗1910 | ↗1990 | ↘1360 | ↗1700 |

## Экономика
Экономика посёлка — это сельское хозяйство: выращивание риса — 50 %, пшеницы — 15 %, подсолнечника — 10 %, кукурузы — 10 %, гороха, проса, оса — 7 %.

## Социальная сфера

### Здравоохранение
В посёлке работает медпункт на 10 человек.

### Образование
В посёлке есть школа № 59 (на 500 мест) и детский сад «Сказка»

### Культура
В посёлке работает дом культуры, библиотека, клуб, спортивный зал.